# Марикина (Филиппины)
Марикина (англ. Marikina, филипп. Lungsod ng Marikina) — город на Филиппинах, входящий в Манильскую агломерацию. По переписи населения 2020 года, его население составило 456 159 человек.
Марикина расположена у восточной границы Столичного региона и является главными воротами Метро Манилы в провинции Ризал и Кесон. Она граничит на западе с Кесон-Сити, на юге с Пасигом и Каинтой, на севере с Сан-Матео и на востоке с Антиполо, столицей провинции Ризал.
Марикина была основана иезуитами в плодородной долине Марикина в 1630 году, и вначале этот район назывался Хесус-дела-Пенья (Иисус в скалах), а позже — Марикина. Марикина была столицей провинции Манила в составе Первой Филиппинской республики с 1898 по 1899 год во время Филиппинской революции. После начала американской оккупации он был муниципалитетом провинции Ризал до образования Метро Манилы в 1975 году. Город Марикина считается одним из самых богатых регионов на Филиппинах.